# Google Stadia
O Google Stadia (conhecido em seu desenvolvimento como Project Stream) foi um serviço de streaming de jogos eletrônicos (jogos em nuvem) multiplataforma e multijogador da empresa Google, lançado em novembro de 2019 e encerrado em 2023. Seus jogos eram executados e guardados nos servidores da empresa e apenas a ação era transmitida para o dispositivo do jogador através do navegador Google Chrome e internet, sem uso de equipamento adicional (como vídeo-game) e sem a necessidade de instalação do jogo. Mas era possível também utilizar com o auxílio do Chromecast Ultra, smartphone com o aplicativo, Gaming Hub e, Mi Box.
O aplicativo Stadia na plataforma Google Play — inicialmente apenas disponível com um código — era de acesso livre.
Anunciado em setembro de 2022, o serviço foi desativado em 18 janeiro de 2023, quando jogadores perderam acesso aos jogos da plataforma.

## História

### Desenvolvimento
O Project Stream foi o primeiro sinal da Google de interesse em produtos de videogame, porém rumores indicavam que a empresa já trabalhava em um serviço chamado Project Yeti desde pelo menos 2016. A Google também contratou o executivo da indústria de jogos Phil Harrison e foram vistos recrutando desenvolvedores durante eventos do setor em 2018.
O principal diferencial do Project Stream de serviços anteriores, como o OnLive, GeForce Now e PlayStation Now, é a sua capacidade de ser executado no navegador Chrome de desktop, ao invés de plataformas de jogos específicos (vídeo-game), além do suporte à vários tipos de motores de jogos, como: Unreal Engine, CryEngine, Vulkan, Unity, AMD, Havok. O serviço usa o hardware gráfico AMD Radeon.
O Google anunciou o serviço em outubro de 2018 e, logo depois, abriu convites para os testadores beta com acesso ao jogo Assassin's Creed Odyssey. Os jogadores podem solicitar acesso e aqueles que atingiram um mínimo de velocidade da Internet podem executar o jogo em seus navegadores Chrome.
O Stadia disponibilizava título na qualidade 4K para quem joga pelo navegador Chrome, até então, disponível apenas com um Chromecast Ultra.
Em 2020, Google anunciou parceria com algumas desenvolvedoras: Unity Technologies e o projeto "Stadia Makers", no evento virtual "Google for Games Developer Summit" (Android, Stadia e, ChromeOS), prevendo apoiar a comunidade de desenvolvedores independentes (estúdios indie), oferecendo três benefícios: assistência da engine Unity3D; hardware de desenvolvimento gratuito, e; financiamento. A expansão da publicação e promoção própria (self-publishing); Electronic Arts (EA), durante o evento Stadia Connect, para o lançamento de cinco títulos em dois anos; Desenvolvedores dos jogos Harmonix, Splash Damage e Supermassive Games.
Embora em março de 2021, o Google tenha encerrado seu estúdio de desenvolvimento de jogos, Stadia Games and Entertainment - cancelando a produção de vários títulos e diminuindo a quantidade de lançamentos da plataforma - em julho de 2022 a empresa anunciou expandi-la ao México, com previsão de ocorrer ainda neste mesmo ano, chegando a um novo território desde 2020.
Desde 2020 tem tido dificuldades em captar alguns grandes jogos para a plataforma. No entanto, recebeu uma grande novidade, a EA confirmou oficialmente a chegada do jogo FIFA 23 ao Google Stadia em 2022 com suporte à crossplay; os jogadores no Stadia poderiam competir com jogadores em outras plataformas como a Xbox, PlayStation e computador. Também terá suporte ao HyperMotion 2.
O Stadia oferecia uma seleção decente de testes gratuitos, para que possa experimentar os jogos durante um tempo antes de compra-lo.

### Compatibilidade

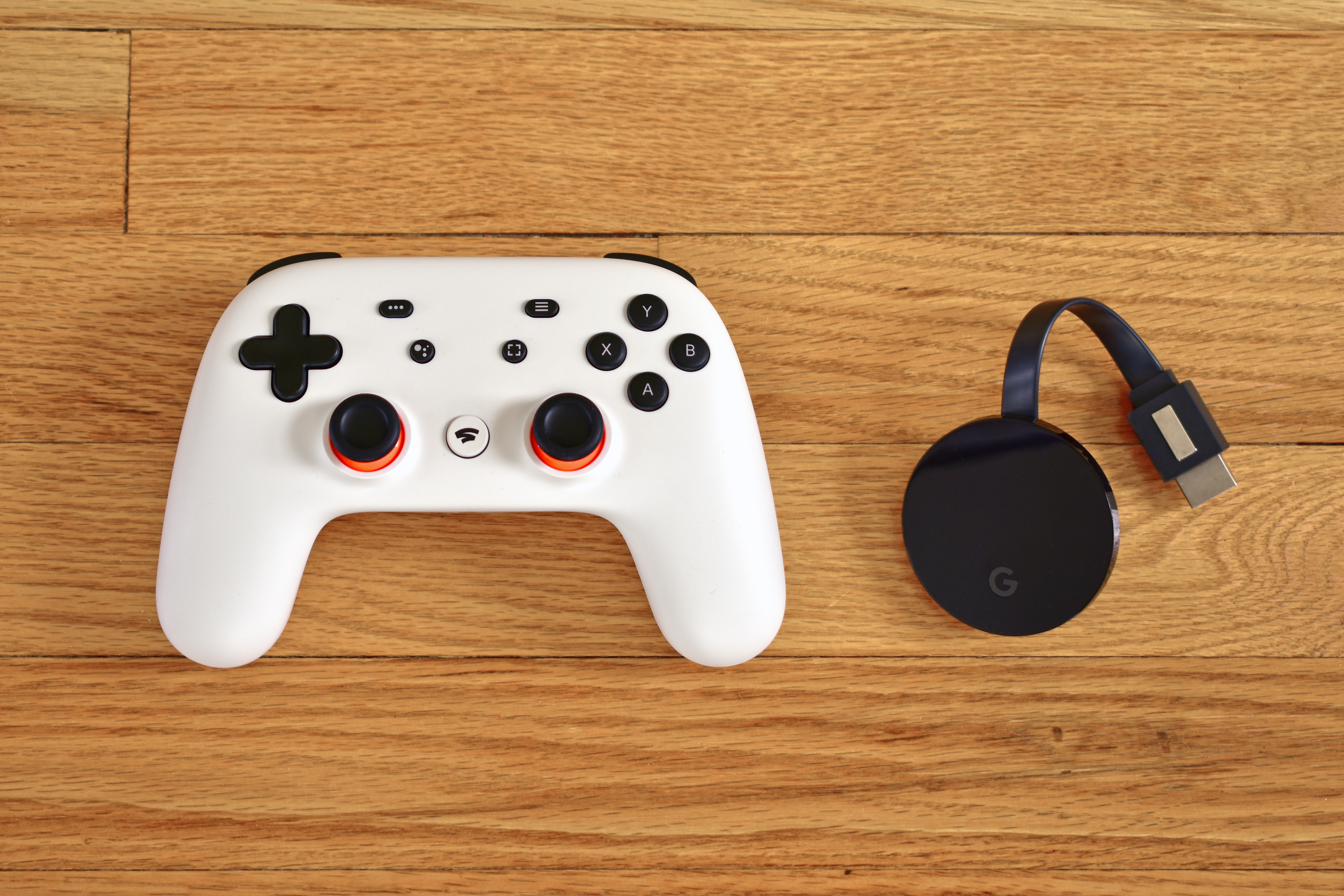
O gadget Chromecast acompanhado do controle físico inicial do Stadia

O Google Stadia era compatível com 18 modelos de smartphones, os aparelhos Pixel da Google e mais quatro aparelhos de outras empresas. Além desses aparelhos, era possível utilizar o serviço em qualquer aparelho com o Android 6.0 ou superior. O serviço tem boa adaptação dos jogos entre plataformas, mas nem todos os títulos são otimizados para celulares, por exemplo recomenda-se jogar Football Manager 2020 na televisão ou no computador.
Está em desenvolvimento uma versão progressiva para o sistema operacional IOS no formato de aplicativo web, será executado na versão móvel do navegador Safari (Apple).
A partir de junho de 2020, foi adicionado um controlador de jogos via smartphone, dispensando a necessidade do jogador utilizar um joystick/controlador físico.
A partir de junho de 2021, o serviço de estará disponível além do Chromecast, em vários modelos de televisões com o sistema Android TV e da Xiaomi Mi Box.
A partir de novembro de 2021, é possível transmitir lives dos jogos diretamente do serviço ao YouTube com qualidade 4K com 60 fps e HDR, sem uso de outro programa, com dois modos disponíveis: “Crowd Choice” (permite enquetes durante a live) e “Crowd Play” (permite convidar um espectador para jogar junto).
Em julho de 2022, entrou em funcionamento nos televisores da Samsung a interface de agregação de jogos (ou HUB dedicado de jogos) chamado "Samsung Gaming HUB"; que permite os usuários joguem diretamente da TV, sem a necessidade de um console.

## Críticas

### Recepção

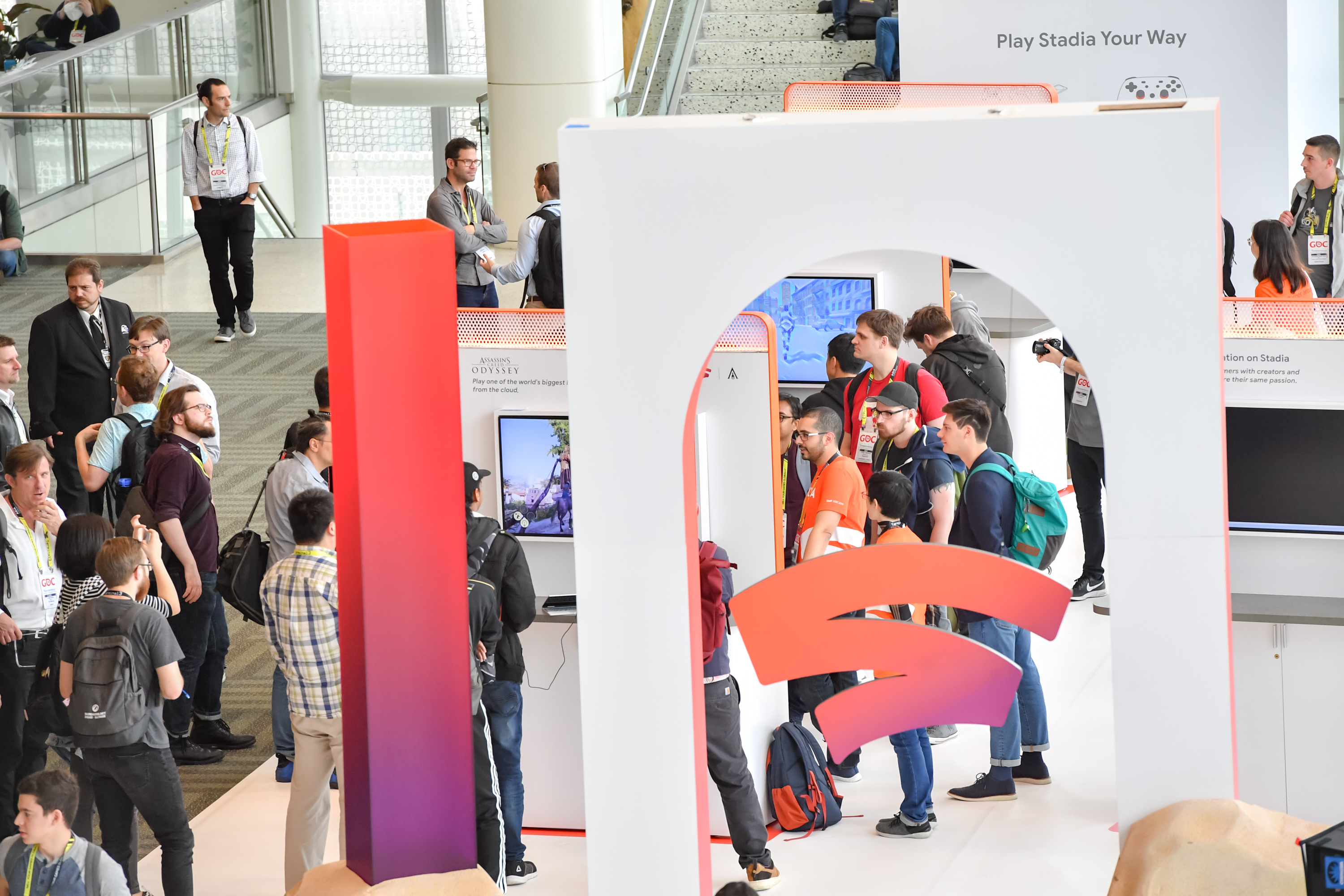
O Google Stadia foi revelado durante a Conferência de Desenvolvedores de Jogos (Game Developers Conference) de 2019.

Durante sua versão beta, o serviço recebeu impressões iniciais positivas dos revisores, superando expectativas e fazendo com que o streaming de jogos aparecesse como uma alternativa viável aos jogos de computador. Os revisores relataram que o serviço tinha baixa latência e sentia como se estivesse jogando localmente.[carece de fontes?] Dependendo da velocidade do wi-fi, no entanto, o jogo às vezes reduzia a resolução da tela ou atrasava.
Um teste da The Verge não encontrou problemas de atraso em uma conexão ethernet com fio e ocasionais interrupções em uma conexão wi-fi compartilhada. No entanto, mesmo em uma conexão com fio, o fluxo não era emitido na resolução 4K e, ocasionalmente, ficava confuso com artefatos de compactação. O revisor relatou a melhor experiência no Chromebook Pixel do Google. O Polygon detectou a compactação de áudio do serviço.
O Ars Technica observou que a sequência de login do Project Stream era muito mais simples que a de outros serviços.

### Pré-lançamento
Após a revelação do catálogo de jogos no pré-lançamento, a principal crítica foi relacionada a falta de títulos diferentes e exclusivos. Então, poucos dias anterior ao lançamento, o Stadia ganhou mais dez jogos em seu catálogo inicial.
O serviço Stadia teve início ainda em 2019, sendo disponibilizado em três países (Canadá, Estados Unidos e Reino Unido) e em nações membros da União Europeia.